# Дробаха Олександр Іванович
Дробаха Олександр Іванович (нар. 25.08.1938, с. Олександрівка Приазовського р-ну Запорізької обл.) — український письменник, просвітник, публіцист, краєзнавець. З когорти шістдесятників. Член Національної спілки письменників України з 1997 року.

## Біографія
У 1955-60 рр. навчався в Запорізькому педінституті за фахом українська мова та література та німецька мова. Після закінчення три місяці працював у с. Піддністряни Ходорівського р-ну на Львівщині. Восени 1960 р. покликаний до Радянської Армії. До січня 1963 р. служив в Україні, в Німеччині, закінчив офіцерську школу.
З лютого 1963 р. — вчитель німецької мови в с. Луб'янка Бородянського р-ну на Київщині. У серпні 1964 р. разом з поетом Віталієм Різником Д. поїхав на будівництво Київської ГЕС. Працював арматурником на залізобетонному заводі у місті Вишгород, водночас викладав німецьку мову у вечірній школі робітничої молоді. На громадських засадах створював історичний музей, де були мамонтові бивні, вимиті земснарядами при будівництві Київської ГЕС, патрони, монети, асигнації, матеріали про найцікавіших людей Вишгородщини.
О. Дробаха організував літературну студію «Малинові вітрила», куди запрошували інтелігенцію з Києва. Познайомився з В. Стусом, В. Чорноволом. Брав участь у розповсюдженні самвидаву, розмноженні фотоспособом книг С. Грушевського, В. Винниченка, Є .Маланюка, С. Петлюри, «Націоналізм» Д. Донцова, «Україна» С. Шелухина, альманах «Червона калина» та ін.
У червні 1968 Дробаха, відчуваючи загрозу арешту проїхав «автостопом» уздовж Дніпра по пам'ятних місцях України: Переяслав, Шевченкове, Чигирин, Холодний Яр, Капулівка, острів Хортиця щоб побачити на власні очі історичні місця України.
1969 у видавництві «Радянський письменник» вийшла книжечка поезій Дробахи О. «Папороть» — у жовто-блакитній суперобкладинці, яка була порізана на макулатуру.
1970 одружився з Ларисою Павлівною Панасюк, виховував дітей: дочки Ярослава (1970—1999), Галина (1972), син Тарас (1970). Учителював. Працював у Товаристві охорони пам'яток історії та культури.
У 1989 р. у Вишгороді очолив Товариство української мови.
У 1991 р. обраний заступником голови Київської обласної організації УРП.
О.Дробаха — один з ініціаторів створення Конґресу українських націоналістів, Конґресу української інтелігенції.
1989-90 рр. був головою Вишгородської організації НРУ.
У 1991—1994 рр. — заступник голови Київської «Просвіти». Нині у «Просвіті» ім. Тараса Шевченка — голова ради Вишгородського об'єднання.
Почесний громадянин м. Вишгорода (2005). Активний учасник українського національно-визвольного процесу. Його ім'я занесено до енциклопедичного довідника «Рух опору в Україні: 1960—1990» (Київ «Смолоскип», 2000) та Міжнародного біографічного словника дисидентів (том 1, частина 1; Харків, «Українська правозахисна група», 2006)
Відзнака Президента України — ювілейна медаль «20 років незалежності України» (19 серпня 2011)

## Творчий доробок
Автор збірок поезій:
- «Папороть» (1969),
- «Твердиня весни» (1983),
- «Вишгород серця» (1987),
- Українська весна" (2000),
- «Чар-цвіт руки» (2008).

Крім того автор:
- «Історичний календар Вишгородщини (Вишгороду 1050)» (1996),
- краєзнавчо-художньо-публіцистичного видання «Вишгород семи вітрів» (1999),
- буклета «Межигірський Спас» (2005),
- книг «Україна нашого життя» (2006),
- Вишгород семи вітрів. — К.: Рада, 1999. — 152 с.
- трьох книжок проекту «Велике серце Гетьманщини» — 1 («Просвіта», 2008), «Царство Катерини» — 2 («Смолоскип», 2011), «Українські таємниці Франції» — 3 ("Смолоскип, 2012),
- Звенигора української душі.-К.: Видавництво імені Олени Теліги, 2013. — 304 с.; іл.